# Apiúna
Apiúna es un municipio brasileño del estado de Santa Catarina. Tiene una población estimada al 2022 de 9 811 habitantes. Pertenece a la Región metropolitana del Valle de Itajaí.

## Toponimia
Apiúna, que en lengua tupí-guaraní significa 'cabeza negra', es en referencia a la montaña redondeada y oscura que existe en la ciudad, Morro Dom Bosco, que tiene 390 metros de altura.

## Historia
Fue fundada por colonos italianos en 1878 bajo el nombre de Aquidaban, luego llegaron familias alemanas, polacas y azorianas. Se emancipó como municipio el 4 de enero de 1988, separándose de Indaial.